# Seiholmen
Seiholmen est une île norvégienne du comté de Hordaland appartenant administrativement à Austevoll.

## Description
Rocheuse et couverte d'une légère végétation, elle s'étend sur environ 278 m de longueur pour une largeur approximative de 161 m.